# Eotetranychus botryanthae
Eotetranychus botryanthae är en spindeldjursart som beskrevs av Gutierrez 1970. Eotetranychus botryanthae ingår i släktet Eotetranychus och familjen Tetranychidae. Inga underarter finns listade i Catalogue of Life.